# Caloenas
Caloenas är ett släkte i familjen duvor inom ordningen duvfåglar. Släktet omfattar tre arter, varav två är utdöda:
- Nikobarduva (C. nicobarica)
- Manduva (C. canacorum) – utdöd
- Liverpoolduva (C. maculata) – utdöd